# Mimosa fachinalensis
Mimosa fachinalensis är en ärtväxtart som beskrevs av Arturo Erhardo Erardo Burkart. Mimosa fachinalensis ingår i släktet mimosor, och familjen ärtväxter. Inga underarter finns listade i Catalogue of Life.